# Fellius
Fellius is een geslacht van uitgestorven zee-egels uit de familie Rhabdocidaridae.

## Soorten
- Fellius foveata (Jackson, Arnold & Clark, 1927) † Eoceen, Jamaica.
- Fellius pouechi (Cotteau, 1863) † Midden & Boven-Eoceen, Frankrijk en Spanje.